# 佐伯秀喜
佐伯 秀喜（さえき ひでき、1971年4月28日 - ）は、東京都日野市出身の元プロ野球選手（内野手）。

## 来歴・人物
小学生の時は日野東リトルに所属。中学生で調布シニアに所属し全日本選抜のメンバーとしてアメリカ遠征も経験した。
国学院久我山高では2、3年夏の西東京大会でベスト4。高校通算35本塁打を記録。大学進学希望の為指名拒否を打ち出していたが、1989年度のプロ野球ドラフト会議で西武ライオンズから5位指名を受け、入団。
プロ1年目の1990年9月24日、対日本ハムファイターズ戦でプロ初打席初本塁打を放った。しかし、1991年シーズン以降は一軍出場がなく、1998年シーズンオフに現役を引退。
2016年の学生野球資格回復研修を受講した上で、翌2017年2月7日に日本学生野球協会より学生野球資格回復の適性認定を受けたことにより、学生野球選手への指導が可能となる。
2022年4月より、新設された多摩リトルシニアの監督を務めている。

## 詳細情報

### 年度別打撃成績
| 年 度     | 球 団     | 試 合 | 打 席 | 打 数 | 得 点 | 安 打 | 二 塁 打 | 三 塁 打 | 本 塁 打 | 塁 打 | 打 点 | 盗 塁 | 盗 塁 死 | 犠 打 | 犠 飛 | 四 球 | 敬 遠 | 死 球 | 三 振 | 併 殺 打 | 打 率 | 出 塁 率 | 長 打 率 | O P S |
| --------- | --------- | ----- | ----- | ----- | ----- | ----- | -------- | -------- | -------- | ----- | ----- | ----- | -------- | ----- | ----- | ----- | ----- | ----- | ----- | -------- | ----- | -------- | -------- | ----- |
| 1990      | 西武      | 7     | 12    | 12    | 1     | 2     | 0        | 0        | 1        | 5     | 2     | 0     | 0        | 0     | 0     | 0     | 0     | 0     | 3     | 0        | .167  | .167     | .417     | .583  |
| 通算：1年 | 通算：1年 | 7     | 12    | 12    | 1     | 2     | 0        | 0        | 1        | 5     | 2     | 0     | 0        | 0     | 0     | 0     | 0     | 0     | 3     | 0        | .167  | .167     | .417     | .583  |

### 記録
- 初出場：1990年9月24日、対日本ハムファイターズ24回戦（西武ライオンズ球場）、6回表に遊撃手として出場
- 初打席・初安打・初本塁打・初打点：同上、7回裏に松浦宏明から同点2ラン　※史上28人目の初打席初本塁打
- 初先発出場：1990年9月28日、対ロッテオリオンズ21回戦（川崎球場）、9番・遊撃手として先発出場

### 背番号
- 62 （1990年）
- 30 （1991年 - 1995年）
- 67 （1996年 - 1998年）